# 額住宅前駅
額住宅前駅（ぬかじゅうたくまええき）は、石川県金沢市額新町1丁目にある、北陸鉄道石川線の駅である。駅番号はI08。

## 歴史
- 1915年（大正4年）6月22日：大額駅として開業。
- 1965年（昭和40年）7月15日：額住宅前駅に改称。
- 2011年（平成23年）4月1日：無人化。

## 駅構造
島式1面2線のホームを持つ地上駅である。交換可能駅であり、ほとんどの電車は当駅で交換する。駅舎からホームへは、構内踏切を利用する。
かつては有人駅で新西金沢と共に簡易委託駅であったが、2011年4月1日より無人化された。

### のりば
| ホーム | 路線    | 方向 | 行先     | 備考   |
| ------ | ------- | ---- | -------- | ------ |
| 東側   | ■石川線 | 下り | 鶴来方面 | 駅舎側 |
| 西側   | ■石川線 | 上り | 野町方面 |        |

## 利用状況
| 1日乗降人員推移 | 1日乗降人員推移 |
| 年度            | 1日平均人数     |
| --------------- | --------------- |
| 2006年          | 376             |
| 2007年          |                 |
| 2008年          |                 |
| 2009年          |                 |
| 2010年          |                 |
| 2011年          | 314             |
| 2012年          | 318             |
| 2013年          | 325             |
| 2014年          | 338             |
| 2015年          | 329             |
| 2016年          | 341             |
| 2017年          | 357             |

## 駅周辺
- 石川県営額住宅
- 額温泉（銭湯）
- 額ショッピングセンター(商店街)

駅前にコの字型での集合商店街で内側に通路があった。書店、金物店、米屋、靴、電化製品、酒、化粧品、洋服、駄菓子屋、精肉店、交番（後に大額へ移転）などが見られたが、次第に衰え、建物の約半分が取り壊されて跡地は住宅となっている。駅側からは住宅しか見えないが、反対側からは残りの建物が一部確認できる。(2013年秋に交番跡部分は解体された)現在では一部店舗が営業を続けているが、内側通路は事実上消滅しており、外側からしか入店できない。また取り壊しの跡地に出店している所もある。
1980年代後半には駅側左入口の店舗がほぼ閉店状態となり、閑散となる。駅右入口側の精肉店では特売品と買い物後のスピードくじ等で買い物客が賑わいを見せることもあったが、郊外へと店が移転し（後に閉店）それ以降商店街の賑わいが見られなくなった。
市内の住宅地図上でも「額ショッピングセンター」という表記がなされている。
- 野々市市役所（2004年、当時の野々市町役場が当地に移転）

## バス路線
駅前に北陸鉄道（北鉄バス）額住宅線のバス停があるが、名称は駅名と異なり「額住宅駅」となっている。なお鉄道との接続は特に取られていない。

## 隣の駅
北陸鉄道
■石川線
馬替駅 (I07) - 額住宅前駅 (I08) - 乙丸駅 (I09)